# Bak (Beamter)
Bak (B3k – Diener) war ein hoher altägyptischer Würdenträger des Neuen Reiches. Er lebte wahrscheinlich unter Ramses II. und war Hoherpriester von Heliopolis. Er ist von einem Türpfosten und einer Stele bekannt. Neben dem Titel Großer der Schauenden in Heliopolis (der Amtstitel des Hoherpriesters von Heliopolis) trug er auch noch militärische Titel, wie Erster Wagenlenker seiner Majestät von der Hauptstallung Ramses-meri-Amun, der Residenz. Auch war er Bote des Königs in allen Fremdländern. Über seine Herkunft und Familie ist nichts bekannt. Das Priesteramt wurde ihm vielleicht zugeteilt, nachdem er eine erfolgreiche militärische Karriere hinter sich hatte und zu alt war, um weiter an Kriegen beteiligt zu sein.